# 폐기종
폐기종(肺氣腫, emphysema)은 폐를 이루고 있는 허파꽈리가 파괴되어 산소 접촉 표면적이 줄어들고 폐의 탄력성이 저하되어 영구적인 기도폐쇄를 일으키는 질환이다. 폐는 촉촉하고 말랑말랑한 비누방울 같이 생긴 폐포가 모여있는 구조인데, 염증으로 인해 폐포벽 자체가 파괴되고 줄어들면서 그 고유의 탄력성을 잃어버리는 것이다. 그 결과 폐의 탄성계수가 낮아지면서 자꾸 수축하려고 하고, 기도가 좁아지면서 숨을 내쉬는 것이 어려워져 호흡곤란 증상이 나타난다.

## 원인
흡연이 가장 주요한 요인으로 꼽히고, 이 외에 대기 오염, 만성 기관지염, 기관지 천식 등의 원인이 있다.
폐기종은 폐의 가장 깊은 부위가 손상되는만큼 폐포의 가장 깊은 부위까지 질환이 침투하기까지 오랜 기간이 걸리며, 그래서 일반적으로 40-50대의 이상의 고령의 나이에서 많이 발생한다. 이 시기에는 체력과 면역력이 떨어지기 시작하며, 이미 오랜기간의 염증으로 인해 질환이 깊숙히 침범한 상태이기 때문에 더욱 회복이 어렵다.
건성기관지 또한 폐기종이 악화되는 원인 중 한가지. 폐가 건조해져 점액이 부족해지고 점막이 약해지면 폐를 보호하는 보호층이 약해지고, 염증도 더 쉽게 발생하게 된다. 겨울철 건조한 피부가 쉽게 갈라지고 트듯이, 공기와 직접적으로 접촉하는 폐조직도 속이 건조해지면 쉽게 조직이 파괴되고 염증이 발생하는 것이다. 또한 건조하다는 것은 그 탄력성이 줄어든다는 말이다. 찰흙반죽을 하거나 밀가루 반죽을 할 때 물이 부족하면 뻑뻑하고 잘 움직이지 않듯이, 폐도 건조하고 점액이 부족하면 그 탄력성이 줄어들고 산소를 받아들이기 힘들어진다.

## 증상
1. 호흡곤란: 폐의 탄성계수가 감소되면서 들여마신 숨을 내쉬기 힘들게 되는 호흡곤란 증상이 발생한다. 그래서 기도의 압력을 유지하기 위해 입을 오므리고 웅크려서 숨을 내쉬는 독특한 자세를 취하게 된다.
2. 기침
3. 기타 순환계 증상: 폐로부터의 산소공급이 원활하지 않으면 심장이 온몸에 산소공급을 원활하게 해주기 위해 더 많이 활동을 하게 된다. 그 결과 체중감소, 빈맥, 하지부종, 곤봉지, 폐동맥고혈압, 청색증 등의 심혈관계 증상이 나타나기도 한다. 이 단계에 이르렀다는 것은 산소공급이 원활하지 않고 심장이 무리하고 있다는 뜻이며 예후가 나쁠 수 있다.

## 치료
폐기종은 치료가 어렵고 예후가 안 좋은 편이며, 사망률도 높은 질환이다. 폐포가 물리적으로 손상됐으며 재생이 되지 않기 때문에 근본적인 치료는 불가능하다. 그런만큼 더 이상 악화하지 않도록 주기적인 체크와 관리가 가장 중요하며, 진행속도가 급격한 질환이 아니기 때문에 관리하기에 따라 병의 진행을 완화시키고 유지할 수 있는 질환이다.
질환 자체는 치료되지 않더라도 증상은 완화시킬 수 있다. 폐가 산소를 받아들이기 위해서는 그 탄력성을 유지해야 하는데, 폐조직의 탄력성을 회복하기 위해서는 폐를 촉촉하고 부드럽게 만들어야 한다. 찰흙이나 밀가루 반죽에 물이 부족하면 뻑뻑하고 잘 움직이지 않듯이 건조한 환경에서는 폐에 염증이 쉽게 발생하고 탄력을 잃어 신축활동이 잘 일어나지 않는다.
1. 금연: 무엇보다 폐기종의 가장 큰 원인이자 증상 악화를 방지하기 위해 필수적이다. 또한 염증 발생시 급성 악화증상을 보이는 경우가 있으니 감기, 기관지염, 폐렴 등의 기타 호흡기 질환에 감염되지 않도록 주의가 필요하다.
2. 보음치료: 폐를 촉촉하고 부드럽게 만드는데 효과적이다. 양방의 항생제, 진해거담제 등은 세균, 가래 등의 표적치료에는 뛰어난 효과를 보이지만 점액, 물 자체를 보충하는 역할은 부족하다. 그러나 한방의 보음치료는 체내의 진액을 보충하면서 호흡기를 촉촉하고 부드럽게 만들면서 점액을 보충해주는 치료이기 때문에 폐기종의 치료에 효과적이다. 이후 온욕, 훈증기 등의 보조적인 치료를 통해 몸속에 풍부해진 진액을 호흡기로 공급하고 물길을 뚫어주는데 도움을 줄 수 있다. 추가적으로 증상이 심각한 경우 기관지확장제, 스테로이드 등을 병용하여 좁아진 기도를 넓혀주고 염증을 억제하여 증상을 완화시킬 수 있다.

## 같이 보기
- 만성 폐쇄성 폐질환